# أولريش بونيل فيليبس
أولريش بونيل فيليبس (بالإنجليزية: Ulrich Bonnell Phillips)‏ هو مؤرخ أمريكي، ولد في 4 نوفمبر 1877 في لاغرانغ في الولايات المتحدة، وتوفي في 21 يناير 1934 بسبب سرطان المريء.